# 불릿 타임

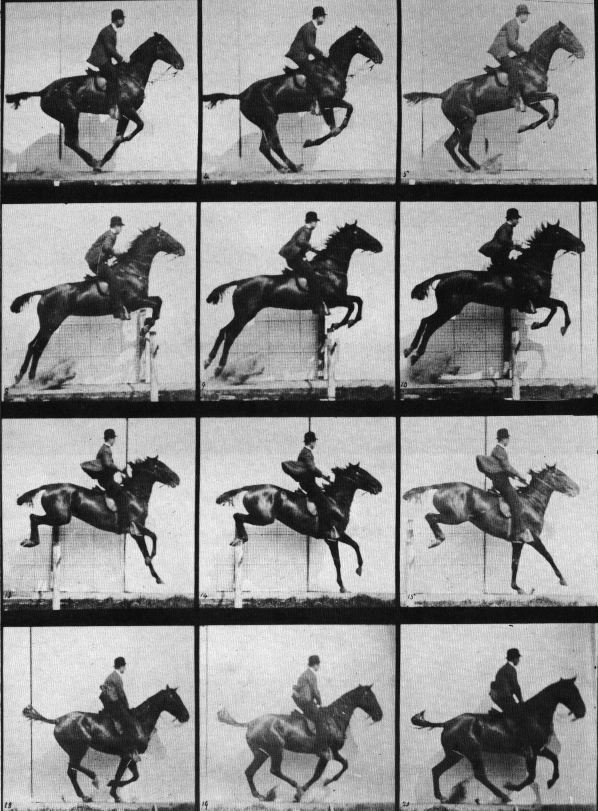
Muybridge 말의 사진.

불릿 타임(bullet time, frozen moment, dead time, flow motion, time slice)은 카메라나 보는 사람의 시공간을 실제 보이는 대상으로부터 떨어트려놓는 시각 효과이다. 영화, 방송 광고, 또 비디오 게임과 기타 특수 매체의 실시간 그래픽스에서 볼 수 있는 가변 속도의 동작과 퍼포먼스의 심도 강화 시뮬레이션이다.
"불릿 타임"이라는 용어는 워너브라더스의 등록 상표이며, 비디오 게임 《매트릭스 온라인》과 관련되어 있다. 이 용어는 1999년 영화 《매트릭스》의 오리지널 스크립트 안에 처음으로 사용되었으며 나중에 2001년 비디오 게임 《맥스페인》의 슬로 모션 효과를 가리키는데 사용되었다.

## 역사
여러 스틸 카메라들을 사용하여 움직임을 멈추게 하는 기법은 영화 발명 이전에 탄생하였다. 일련의 카메라들을 사용하여 찍은 달리는 말의 움직임을 분석한 19세기 에드워드 마이브리지의 실험으로 거슬러 올라간다.
불릿 타임을 최초로 응용한 것은 1962년 영화 《Zotz!》의 한 장명에 묘사되었다.

## 같이 보기
- 타임 프리즈 이펙트(Time freeze effect, Frozen-moment effect, Frozen-in-time effect)